# Elevação de pernas

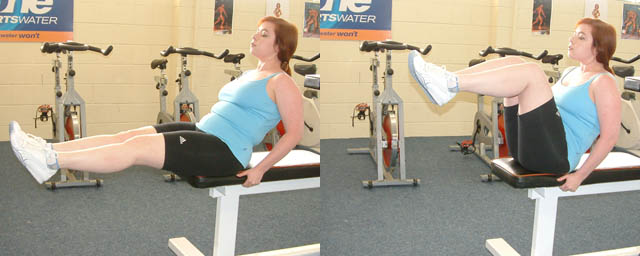

Elevação de perna ou elevação de joelho é um exercício de treinamento com pesos que trabalha a musculatura da região abdominal.